# David Bravo Bueno
David Bravo Bueno (20 de febrer de 1978, Sevilla) és un advocat especialitzat en dret informàtic i especialment en propietat intel·lectual i des de desembre de 2015 diputat electe per la província d'Almeria de Podem.
Conegut per la seva participació en debats o tertúlies per defensar el dret a compartir cultura i coneixement, divulgant en què consisteix el dret a la còpia privada o el terme copyleft, gràcies a Internet i les xarxes d'igual a igual (P2P) entre altres eines.
El març de 2005 publica una carta al president del Govern d'Espanya, José Luis Rodríguez Zapatero, en relació amb la Llei sobre propietat intel·lectual, a favor de compartir el coneixement i no restringir encara més, segons la seva opinió, els drets d'autor.
El juny del mateix any va presentar Copia este libro, publicat sota Creative Commons que, com ell mateix va escriure, tracta de...
| «                    | ...les xarxes P2P, els mitjans de comunicació i la seva creació d'una moral artificial, el cànon i la cultura de la por. | » |
| — David Bravo Bueno, | |   |

L'octubre de 2006 va començar a col·laborar en el programa Noche sin tregua de Paramount Comedy.
El 20 de desembre de 2015 encapçalà la llista d'Almeria de Podem a les eleccions legislatives i aconseguí l'escó com a diputat.
És creador de l'associació O.S.R. al costat d'Alfonso Grueso i el raper ToteKing, del qual és advocat.